# Масло азалеи
Масло азалеи — эфирное масло, содержится в цветках дикорастущего рододендрона жёлтого (Rhododendron luteum), произрастающих в Краснодарском крае и Грузии.
Существует два вида ароматических продуктов:
- конкрет масла азалеи;
- абсолютное масло азалеи.

## Свойства
Конкрет масла азалеи — вязкая клейкая масса жёлтого, жёлто-коричневого и зеленоватого цвета с приятным запахом цветов азалеи.
Абсолютное масло азалеи - вязкая масса светло-коричневого или зеленоватого цвета с цветочным запахом.
Кислотное число — 8-25; эфирное число — 25-55; гидроксильное число — 171-195.

## Химический состав
Состав масла мало изучен, в масле содержатся - бензальдегид, куминовый альдегид, изоэвгенол, бензойная и салициловая кислоты, кариофиллен и ряд других компонентов.

## Получение
Конкрет масла азалеи получают экстракцией цветков петролейным эфиром, выход масла 0,18 — 0,22%.
Абсолютное масло азалеи получают обработкой конкрета этанолом (в соотношении 1:10), последующим охлаждением до температуры -15 — -18 °С и отфильтровыванием восковых веществ. Выход масла — 60%.
Единственные производители — Россия и Грузия.

## Применение
Нерастворимые в этаноле вещества (воски), представляющие собой жироподобную массу коричневого цвета, без предварительного отбеливания применяют как компоненты косметических изделий.